# Золотарёв, Ефим Константинович
Ефим Константинович Золотарёв (1876, г. Белгород, Российская Империя — после 1934) — российский актёр, шашечный композитор. Автор первой шашечной книги на украинском языке «Дамкова задача» (1933).

## Биография
После переезда в Харьков (1903) окончил драматическую студию, работал актёром в городских театрах. В 1918-20 — на хозяйственной работе, затем — на физкультурно-спортивной работе. Член Харьковской шахматно-шашечной секции и председатель квалификационной комиссии.
Как проблемист дебютировал 1903 в летнем приложении журнале «Нива» (Санкт-Петербург), в 1910 году в конкурсе этого журнала стал призёром.
Автор первой шашечной книги на украинском языке «Дамкова задача» (Харьков, 1933), которая содержала исторические сведения о жанре шашечных задач и 62 позиции 28-ми шашечных композиторов. Впоследствии его имя исчезло из прессы. Дальнейшая судьба неизвестна.